# Old and St Andrew’s Church

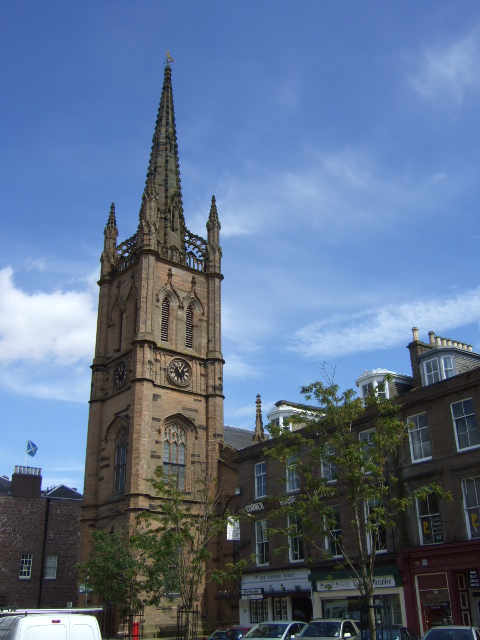
Old and St Andrews’s Church

Die Old and St Andrews’s Church, auch Montrose Parish Church, ist ein Kirchengebäude der presbyterianischen Church of Scotland in der schottischen Kleinstadt Montrose in der Council Area Angus. 1971 wurde das Bauwerk in die schottischen Denkmallisten in der höchsten Denkmalkategorie A aufgenommen.

## Geschichte
Am Standort befanden sich bereits seit Jahrhunderten Kirchen. Im Jahre 1791 wurde das direkte Vorgängerbauwerk abgebrochen und die heutige Old and St Andrews’s Church errichtet. Für ihren Entwurf zeichnet der Architekt David Logan verantwortlich. Das Gebäude wurde direkt an den aus dem 17. Jahrhundert stammenden Glockenturm gebaut, der weiterverwendet wurde. 1811 wurden Risse im Mauerwerk des Turms entdeckt, woraufhin der Ingenieur Robert Stephenson konsultiert wurde. Stephenson konstatierte keine akute Gefahr für die Struktur, regte jedoch den Bau eines neuen Glockenturms an sobald die finanzielle Lage dies zuließe. Nachdem rund 3000 £ von den Gemeindemitgliedern gesammelt worden waren, wurde 1831 der alte Glockenturm abgebrochen und am 1. August 1832 der heutige Turm nach einem Entwurf James Gillespie Grahams gegründet. Zwei Jahre später waren die Arbeiten abgeschlossen. Später wurde die Westfassade dem Turm stilistisch angepasst. 1860 und 1885 wurde die Old and St Andrew’s Church überarbeitet beziehungsweise erweitert.

## Beschreibung
Die Old and St Andrew’s Church steht an High Street im historischen Zentrum von Montrose. Das Rathaus von Montrose grenzt an der Nordseite an. Der Sandsteinbau ist neogotisch ausgestaltet. Straßenseitig ist von der Saalkirche im Wesentlichen der dominante 61 m hohe Glockenturm sichtbar. Er ist mit Lanzettfenstern und Maßwerken ausgestaltet. Sämtliche Fenster sind spitzbogig bekrönt. Schlichte Gurtgesimse gliedern die Fassade horizontal. Die entlang der Turmkanten verlaufenden oktogonalen Pfeiler laufen in 9,7 m hohen Fialen aus. Der abschließende spitze Helm ist 28 m hoch. Am Turmfuß befindet sich das spitzbogige Hauptportal mit Archivolte.